# Petras Luomanas
Petras Luomanas (ur. 30 maja 1948 w miejscowości Daukniūnai w rejonie poswolskim) – litewski polityk, nauczyciel, samorządowiec, poseł na Sejm Republiki Litewskiej (2008–2012).

## Życiorys
W 1973 ukończył szkołę kulturalną w Rakiszkach. W 1980 został absolwentem Konserwatorium Litewskiego ze specjalnością pracownik kultury. Studia podyplomowe odbywał na Wileńskim Uniwersytecie Pedagogicznym (2004) i Uniwersytecie Witolda Wielkiego (2006).
Pracował początkowo jako nauczyciel w szkole średniej w Abelach i szkole muzycznej w Rakiszkach. Od 1980 był wykładowcą swojej pierwszej uczelni. W latach 1983–1997 prowadził zajęcia teoretyczne w pedagogicznej szkole muzycznej w Poniewieżu. Został później wykładowcą konserwatorium w tym mieście.
W 1993 zaangażował się w działalność polityczną, przystępując do Litewskiej Partii Chrześcijańskich Demokratów. W 1995, 1997, 2000, 2002 i 2007 uzyskiwał mandat radnego Poniewieża. Od 1997 do 2000 zajmował stanowisko zastępcy mera tego miasta Vitasa Matuzasa ze Związku Ojczyzny. Gdy Vitas Matuzas po trzech latach posłowania powrócił na urząd mera Poniewieża, Petras Luomanas ponownie został jego zastępcą. Funkcję tę utrzymał także po wyborach samorządowych w 2007.
W 2008 wraz ze swoim ugrupowaniem przystąpił do Związku Ojczyzny. W wyborach parlamentarnych w 2008 wszedł do Sejmu jako kandydat TS-LKD, wygrywając w okręgu jednomandatowym Auksztota. W 2012 nie uzyskał reelekcji. W 2015 powrócił natomiast do rady miejskiej w Poniewieżu (reelekcja w 2019 i 2023 z lokalnego komitetu). W 2020 dołączył do nowego ugrupowania pod nazwą Związek Chrześcijański.
W listopadzie 2024 powołany na pełniącego obowiązki mera Poniewieża; wykonywał je do kwietnia 2025.